# Plusiodonta speciosissima
Plusiodonta speciosissima là một loài bướm đêm trong họ Noctuidae.